# Raub ihren Atem
Raub ihren Atem ist ein deutscher Thriller von Andreas Kröneck aus dem Jahr 2024. Produziert wurde der Film vom Heilbronner Studio HNYWOOD unabhängig und ohne Fördermittel. Der Erstverleih findet durch Camino Film Stuttgart statt. Der internationale Titel des Films lautet Steal Her Breath.

## Handlung
Die letzte Nacht vor Silvester. Polizistin Maxine und ihr Partner Joggl brauchen einen Erfolg, sonst verlieren sie ihren Job. Ein Insider-Tipp führt beide in ein Luxushotel. Ihr Ziel: eine Liste mit den wahren Identitäten hunderter V-Leute und Informanten. Doch auch die Meisterdiebin Laura ist hinter der Liste her – und beginnt mit Maxine ein gefährliches Katz-und-Maus-Spiel. Beide ahnen nicht, dass sie ins Visier des skrupellosen Laschla gekommen sind.
Laura und Maxines Chancen, diese Nacht zu überleben, schwinden. Denn es geschieht, was nicht geschehen darf – sie verlieben sich.

## Produktion und Hintergrund
Der Film wurde unter dem Arbeitstitel Muschebubule im Januar 2023 in Heilbronn und im September 2023 in Matera, Italien gedreht.
Seine Uraufführung erlebte der Film am 31. Oktober 2024 auf den Biberacher Filmfestspielen. Der offizielle, bundesweite Kinostart war am 26. Dezember 2024.

## Kritiken
Filmstarts.de urteilte: „Andreas Krönecks „Raub ihren Atem“ ist ein selbstironischer und mit reichlich Mundart durchsetzter Ritt durch die Genres.“, Doris Kuhn schrieb auf Filmdienst.de: „Raffinierter Erotikthriller um eine Polizistin und eine Diebin, die sich auf der Jagd nach einer Liste mit den Namen von V-Leuten ineinander verlieben.“